# 類別詞
類別詞（るいべつし、Classifier）とは、名詞の指示対象が持つ特徴 (有生性・生物・形状・用途・社会的地位等) に応じてそれを表すために用いられる語または接辞。中国語の量詞・日本語の助数詞のように、数詞と共に名詞に付加される類別詞は数詞類別詞、パプア諸語やアサバスカ諸語に見られる、動詞に付いて項の指示対象が持つ特徴を表す類別詞は動詞類別詞と呼ばれ、単なる名詞類別詞とは区別される。
同じく名詞の分類に関わる文法範疇として、文法性 (名詞の性) を含む名詞クラスが挙げられる。しかし、名詞クラスと類別詞は、文法的な一致の有無によって区別される。すなわち、名詞クラスは形容詞や動詞といった文中における他の要素の語形変化に関与する一方、類別詞はそうした一致を引き起こさない。例えば、アマゾン川上流で話されるワレケナ語 (アラワク語族) は、名詞が女性・非女性のいずれかの性を持ち、指示詞・形容詞・動詞がそれに応じて異なる形を取る。
ワレケナ語の名詞クラス
ayuta
DEM.DIST.FEM.SG
neyawa
女
yu-tapa-pa
3SG.FEM-来る-REDUP
「その女が来ている」
eta
DEM.DIST.NFEM.SG
enami
男
i-tapa-pa
3SG.NFEM-来る-REDUP
「その男が来ている」
これに対し、オーストラリア・クイーンズランド州の先住民言語の一つイディニ語では、人間を表す名詞はbama、動物であればmiɲaといった類別詞と共に使用されるが、こうした名詞の類別に応じて動詞など他の形式が変化することはない
イディニ語の類別詞
bama:l
人-ERG
yabuɽuŋgu
少女-ERG
miɲa
動物-ABS
gangu:l
ワラビー-ABS
wawa:l
見る-PST
「少女がワラビーを見た」
ただし、名詞クラスと類別詞には歴史的 (通時的) な連続性も認められる。

## 導入
日本人にとって身近である現代英語には類別詞はない（ほかのヨーロッパの言語にもない）ため、ベトナム語で説明を行う。ベトナム語で猫は「メオ（mèo）」であるが、「生きているもの」を意味する類別詞 conが付加されると「コン・メオ（con mèo）」となる。conをつけることによって、一般的な意味の「猫」ではなく、より具体性をもった「猫」となる。例えば、類別詞をつけずに mèo kêu（猫は鳴く）とすれば、「猫というものは鳴くものだ」というニュアンスだが、類別詞をつけた con mèo kêu（猫が鳴く）であれば「どこかで猫が鳴いているな」というニュアンスをもつ。また、生き物が何匹いるかを数える際には助数詞として、4 con（4匹）と表現される。
他にも、「手紙（thư）」について表現する際は、（あえて日本語に訳せばであるが）、「（一般的な）もの」を示す類別詞である cáiをつければ、「cái thư：手紙ひとつ」となるが、「平で薄いもの」を示す bứcをつければ「bức thư：手紙一通」となる。

## 分類
アレクサンドラ・アイヘンヴァルトは、世界の言語に見られる類別詞を、共起する品詞や機能に応じて、以下の6つに分類している。
- 名詞類別詞 (noun classifier)
- 数詞類別詞 (numeral classifier)
- 所有類別詞 (possessive classifier)
- 動詞類別詞 (verbal classifier)
- 位置類別詞 (locative classifier)
- 直示類別詞 (deictic classifier)

言語によっては、単一の類別詞体系が、複数タイプの類別詞を兼任している場合がある。例えば、日本語の数詞類別詞 (助数詞) は専ら数詞と共に使用される一方、中国語 (官話) の類別詞は、「這本書」(「この本」、逐語訳すれば「これ冊本」) のように、数詞でなく指示詞を取って名詞類別詞的に用いることができる。さらに広東語やフモン語といった言語の数詞類別詞は、数詞・指示詞のいずれも伴わずに名詞の定性を標示できるほか、2つの名詞間の所有関係を表すこともできる。
広東語
ngo5
私
wan2
探す
dou2
到
[saam1
三
zek3
CL
maau1]
猫
「私は三匹の猫を見つけた」(執筆者による作例)
ngo5
私
wan2
探す
dou2
到
[zek3
CL
maau1]
猫
「私は猫を見つけた」(Matthews 2007:230)
ngo5
私
ge3
POSS
toi4
机
「私の机」(執筆者による作例)
ngo5
私
zoeng1
CL
toi4
机
「私の机」(Matthews 2007:231)
これとは逆に、複数の類別詞体系が一つの言語の中で共存することもある。インドネシア・スマトラ島のミナンカバウ語では、数詞類別詞 (以下の例におけるbatang) と名詞類別詞 (surian) が別個に表される。
ミナンカバウ語
tigo
三
batang
NUM.CL:長くて硬いもの
surian
CL:木
surian
Toona.sinensis
「三本のチャンチン」

### 名詞類別詞
名詞の意味的分類に応じて選択される要素であり、名詞句や節内の他の要素とは無関係に現れる。複数の類別詞が同時に用いられる場合もある。以下のイディニ語 (先述) の文では、「思春期の少年」を意味する名詞wurgunの上位概念が、「男性」の類別詞waguujaに加え、「人間」の類別詞bamaで表現されている
イディニ語
ŋanyji
私たち.NOM
bama
CL:人.ABS
waguuja
CL:男.ABS
wurgun
少年.ABS
muyŋga
傷痕.ABS
gunda-alna
切る-PURP
「少年に部族の印を付けなければ。」
このように名詞類別詞は概念間の類種関係を表すこともあれば、言語によっては、指示対象の社会的地位を示すために用いられる場合もある。例えば、マヤ語族に属するハカルテク語は、動物・犬・トウモロコシのような個物のカテゴリーを標示する10以上の類別詞を備えている一方、人間を指す名詞に関しては、神性・敬意・性別・話者との親族関係などに応じて12の類別詞が区別される。
ハカルテク語の類別詞
- Cumam: 男神
- Cumi7: 女神
- Ya7: 尊敬される人物
- Naj: 親族でない男性
- Ix: 親族でない女性
- Naj ni7an: 親族でない若い男性
- Ix nizan: 親族でない若い女性
- Ho7: 男性の親族
- Xo7: 女性の親族
- Ho7 ni7an: 男性の若い親族
- Xo7nizan: 女性の若い親族
- Unin: 幼児

- No7: 動物
- Metx': 犬
- Te7: 植物
- Ixim: トウモロコシ
- Tx'al: 糸
- Tx'an̈: 紐
- K'ap: 衣服
- Tx'otx': 土
- Ch'en: 石
- Atz'am: 塩
- Ha7: 水
- K'a7: 火

名詞クラスと同様、各々の名詞が取る類別詞は、必ずしもその意味から明確に予測できるとは限らない。例えば、ハカルテク語で「氷」「雹」を意味する名詞は、いずれも「水」でなく「石」に対する類別詞と共起する。

#### 文法化
通言語的に、普通名詞を語源とする類別詞は少なくない。上述のハカルテク語においては、metx'「犬」やho7「男性の親族」など、対応する普通名詞の無い類別詞も存在する一方、「塩」「石」「トウモロコシ」「糸」などは同形の普通名詞を持つ。また、naj「親族でない男性」やno7「動物」は、それぞれ「人間」「動物」を意味するwinaj、nok'に由来する。このことは類別詞体系が文法化と呼ばれるプロセスを通して形成される点を示唆する。

### 数詞類別詞
名詞が数詞を伴う際に出現する。名詞類別詞と同じく、各名詞の指示対象が持つ諸特性に応じて選択される。ブラジル及び仏領ギアナのパリクル語 (アラワク語族) では、広がりを持つ対象を数える場合は-tra、細長い対象を数える場合は-tという接尾辞が数詞に付く。
パリクル語
paha-tra
一-CL:
ahin
道
「一条の道」
paha-t
一-CL:
ah
棒
「一本の棒」
漢語諸方言を含む大陸部東南アジア言語連合においては、ものを数える時に必ず数詞類別詞を用いる言語が少なくない一方、その外部ではミナンカバウ語のように数詞類別詞の使用が任意である言語も珍しくない。
ミナンカバウ語
duo
二
ikue
CL
anjiang
犬
「二匹の犬」
duo
二
anjiang
犬
「二匹の犬」

### 所有類別詞
所有構文において、所有物の特徴に応じて使い分けられる類別詞である。パリクル語 (アラワク語族) には所有類別詞として-pig (ペット、家畜)、-mana (食用の果実と野菜)、-mutra (植物)、-win (捕まえた動物)、-kamkayh (子供)の5種が見られる。
- gi-pig pewru「彼の羊」
- pi-mana uwas「あなたのオレンジ」
- n-amutra pilatno「私のバナナ (私が栽培しているバナナ)」
- nu-win arudiki「私のバク (私が捕まえたバク)」
- nu-kamkayh awayg「私の息子」

### 動詞類別詞
主語や動詞の形状や寸法、機能が動詞に標示されたものである。以下はオクラホマのチェロキー語における例である。
オクラホマ・チェロキー語
Wèésa
猫
gà-káà-nèè’a
3SG>3SG-CL:有生-与える.PRES.PROG
「彼女は彼に猫を与えている」
Àma
水
gà-nèèh-néé’a
3SG>3SG-CL:液体-与える.PRES.PROG
「彼女は彼に水を与えている」
Àhnàwo
シャツ
gà-nv́v́-nèè’a
3SG>3SG-CL:折り畳めるもの-与える.PRES.PROG
「彼女は彼にシャツを与えている」
Gànsda
棒
àa-d-éé’a
3SG>3SG-CL:長いもの-与える.PRES.PROG
「彼女は彼に棒を与えている」
Kwàna
桃
àa-h-nèè’a
3SG>3SG-CL:コンパクトなもの-与える.PRES.PROG
「彼女は彼に桃を与えている」

### 位置類別詞
接置詞や場所の標識に付く類別詞で、それが支配する名詞の物理的特性に応じて使用される。パリクル語 (アラワク語族) の-hakwa-は、液体に対して用いられる位置類別詞である。
パリクル語
wis-uh
1PL-EXCL
tarak-e-gu
push-completive-3.FEM
a-hakwa-t
3中性-CL-へ
un
水路
「我々はそれを水路に投げ入れた」

### 直示類別詞
直示表現に付く類別詞である。スー語族のマンダン語においては、指示詞と定冠詞が-wa ̦k、-ra ̦kのいずれかの類別詞を取る。前者は水平に横たわっているもの、後者は垂直に立っているものを表す。

## 名詞クラスと類別詞
世界の言語には、名詞が複数の種類に分類される名詞クラスというシステムをもつものが多い。このうちで最もよく知られるものが、ヨーロッパ諸言語の「性」である。類別詞と名詞クラスによる分類は似ているが、次のように大きな違いもある。
- 類別詞はふつう20以上、場合によっては数百種類を含む。名詞クラスは名詞を2から20ほどの類に分けるものである。
- 類別詞は名詞句の中の名詞とは別の部分、あるいは文中のそれと独立した部分につく独立の語彙素である。名詞クラスは基本的には名詞そのものを分類するものであり、一般には名詞内に表示され、あるいはその代わりに名詞を修飾する形容詞等、またはそれを主語とする動詞が曲用すること（名詞との一致）で示されることもある。
- 類別詞をもつ言語では、多くは文法的な数（単数、複数など）がない。名詞クラスをもつ言語には、数の標示が義務的なものが多い。
- 類別詞は名詞が表現するものごとの種類や形状に基づいて分類されるが、名詞クラスはそうとは限らず、むしろ純粋に文法的な決まりである（例えばドイツ語のWeib[妻]は女性でなく中性名詞である）。
- 類別詞は元来具体的な単語に由来するが、名詞クラスを表す標識には具体的意味はない。
- 類別詞は、全ての名詞が特定の類別詞をとる必要はないし、1つの名詞が複数の類別詞をとりうることも多い。しかし名詞クラスでは普通このようなことはなく、厳密に決まっている。
- 類別詞は特定の統語構造でのみ現れ、また実際の用法は状況によって変えることができる。しかし名詞クラスは一般の文で用いられ、用法は厳密に定まっている。

とはいえ、歴史的には類別詞の使用が発展して名詞クラスに近くなることもあり、厳密に区別できない場合もある。